# Federazione di baseball del Kenya
La Federazione keniota di baseball (eng. Baseball Federation of Kenya) è un'organizzazione fondata nel 1997 per governare la pratica del baseball in Kenya.
Organizza il campionato di baseball keniota, e pone sotto la propria egida la nazionale maschile.